# فرناندینا بیچ (فلوریدا)
فرناندینا بیچ (به انگلیسی: Fernandina Beach) شهری در شهرستان ناساو ایالت فلوریدا است که در سال ۱۸۲۵ بنیان‌گذاری شده‌است. این شهر طبق سرشماری سال ۲۰۱۰ میلادی، ۱۱٬۴۸۷ نفر جمعیت داشته و مساحت آن نیز ۲۷٫۸ کیلومتر مربع است.